# هرمز قلاوند
هرمز قلاوند (زاده ۱۳۴۲ دزفول) کارشناس زمین‌شناسی و مدیر اجرایی ایرانی است، که در فاصله سال‌های ۱۴۰۰ تا ۱۴۰۳ به‌عنوان مدیر نظارت بر تولید نفت و گاز شرکت ملی نفت ایران فعالیت می‌کرد. وی پیشتر در فاصله سال‌های ۱۳۹۱ تا ۱۳۹۴ مدیریت اکتشافو عضویت هیئت مدیره شرکت ملی نفت ایران را برعهده داشت.
قلاوند دانش‌آموخته دکتری زمین‌شناسی از دانشگاه شهید بهشتی است و فعالیت در صنایع نفت و گاز را از سال ۱۳۶۹ در شرکت ملی مناطق نفت‌خیز جنوب آغاز کرد. وی در فاصله سال‌های ۱۳۸۹ تا ۱۳۹۱ به عنوان مدیرعامل شرکت ملی مناطق نفت‌خیز جنوب (بزرگ‌ترین تولیدکننده نفت ایران) فعالیت می‌نمود. قلاوند بمدت بیش از ۵ سال، از سال ۱۳۸۹ تا ۱۳۹۴ عضویت هیئت مدیره شرکت ملی نفت ایران را برعهده داشت.